# Jens Arne Svartedal

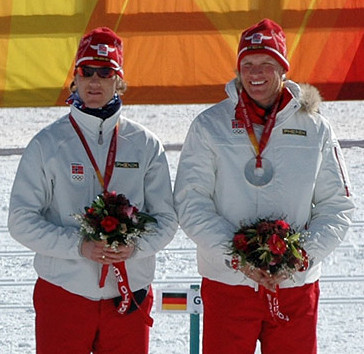
Jens Arne Svartedal i Tor Arne Hetland (po prawej) na podium olimpijskim w Turynie, 2006

Jens Arne Svartedal (ur. 14 lutego 1976 r.) – reprezentant Norwegii w biegach narciarskich, mistrz świata i wicemistrz olimpijski, reprezentant klubu Trøsken IL.

## Kariera
Jego największym sukcesem jest zdobycie złotego medalu w sprincie stylem klasycznym na mistrzostwach świata Sapporo w 2007 r. Startował także na mistrzostwach w Val di Fiemme oraz na mistrzostwach w Libercu jednak zajmował miejsca poza pierwszą dziesiątką. Ponadto wraz z Torem Arne Hetlandem wywalczył srebrny medal w sprincie drużynowym techniką klasyczną na igrzyskach olimpijskich w Turynie. Na tych samych igrzyskach był także piąty w sztafecie 4x10 km oraz zajął 44. miejsce w biegu na 15 km stylem klasycznym. Startował także na igrzyskach olimpijskich w Vancouver, w biegu na 50 km techniką klasyczną zajmując 23. miejsce.
W Pucharze Świata zadebiutował 22 listopada 1997 r. w Beitostølen, gdzie zajął 51. miejsce w biegu na 10 km techniką klasyczną. Pierwsze zwycięstwo w PŚ odniósł 19 grudnia 2001 r. we włoskim Asiago wygrywając zawody w sprincie stylem klasycznym. Najlepsze wyniki w Pucharze Świata osiągnął w sezonie 2005/2006, kiedy to zajął drugie miejsce w klasyfikacji generalnej. W sezonie 2003/2004 zajął trzecie miejsce w klasyfikacji generalnej oraz drugie w klasyfikacji sprintu. Ponadto w sezonie 2006/2007 wywalczył małą kryształową kulę w sprincie, a w sezonie 2001/2002 był drugi w tej samej klasyfikacji.
Svartedal jest też czterokrotnym mistrzem Norwegii w biegach narciarskich (2 razy w biegu na 50 km, raz w sprincie i raz w biegu na 15 km).

## Osiągnięcia

### Igrzyska olimpijskie
| Miejsce | Dzień     | Rok  | Miejscowość | Konkurencja                     | Czas biegu | Strata  | Zwycięzca       |
| ------- | --------- | ---- | ----------- | ------------------------------- | ---------- | ------- | --------------- |
| 2.      | 14 lutego | 2006 | Turyn       | Sprint drużynowy st. klasycznym | 17:02,9    | +0,6    | Szwecja         |
| 44.     | 17 lutego | 2006 | Turyn       | 15 km st. klasycznym            | 38:01,3    | +3:31,1 | Andrus Veerpalu |
| 5.      | 19 lutego | 2006 | Turyn       | Sztafeta 4x10 km                | 1:43:45,7  | +1:10,6 | Włochy          |
| 23.     | 28 lutego | 2010 | Vancouver   | 50 km st. klasycznym            | 2:05:35,5  | +1:57,0 | Petter Northug  |

### Mistrzostwa świata
| Miejsce | Dzień     | Rok  | Miejscowość   | Konkurencja              | Czas biegu | Strata  | Zwycięzca           |
| ------- | --------- | ---- | ------------- | ------------------------ | ---------- | ------- | ------------------- |
| 19.     | 21 lutego | 2003 | Val di Fiemme | 15 km stylem klasycznym  | 35:47,5    | +1:06,3 | Axel Teichmann      |
| 11.     | 26 lutego | 2003 | Val di Fiemme | Sprint stylem dowolnym   | 3:12,1     | -       | Thobias Fredriksson |
| 1.      | 22 lutego | 2007 | Sapporo       | Sprint stylem klasycznym | 3:03,8     | -       | -                   |
| 19.     | 4 marca   | 2007 | Sapporo       | 50 km stylem klasycznym  | 2:20:12,6  | +5:29,3 | Odd-Bjørn Hjelmeset |
| 20.     | 24 lutego | 2009 | Liberec       | Sprint stylem dowolnym   | 3:00,8     | -       | Ola Vigen Hattestad |

### Puchar Świata

#### Miejsca w klasyfikacji generalnej
| Sezon     | Puchar Świata | Sprint     | Biegi dystansowe |
| --------- | ------------- | ---------- | ---------------- |
| 1999/2000 | 52.miejsce    | 16.miejsce | -                |
| 2000/2001 | 35.miejsce    | 15.miejsce | -                |
| 2001/2002 | 9.miejsce     | 2.miejsce  | -                |
| 2002/2003 | 15.miejsce    | 8.miejsce  | -                |
| 2003/2004 | 3.miejsce     | 2.miejsce  | 20.miejsce       |
| 2004/2005 | 7.miejsce     | 8.miejsce  | 21.miejsce       |
| 2005/2006 | 2.miejsce     | 9.miejsce  | 5.miejsce        |
| 2006/2007 | 8.miejsce     | 1.miejsce  | 55.miejsce       |
| 2007/2008 | 9.miejsce     | 11.miejsce | 15.miejsce       |
| 2008/2009 | 52.miejsce    | 75.miejsce | 37.miejsce       |
| 2009/2010 | 73.miejsce    | 87.miejsce | 45.miejsce       |

#### Zwycięstwa w zawodach
| Nr  | Dzień        | Rok  | Miejscowość   | Konkurencja                  | Czas biegu  |
| --- | ------------ | ---- | ------------- | ---------------------------- | ----------- |
| 1.  | 19 grudnia   | 2001 | Asiago        | Sprint 1,5 km st. klasycznym | -           |
| 2.  | 5 marca      | 2002 | Sztokholm     | Sprint 1,5 km st. klasycznym | -           |
| 3.  | 13 marca     | 2002 | Oslo          | Sprint 1,5 km st. klasycznym | -           |
| 4.  | 11 marca     | 2003 | Drammen       | Sprint 1,5 km st. klasycznym | -           |
| 5.  | 16 grudnia   | 2003 | Val di Fiemme | Sprint 12 km st. klasycznym  | -           |
| 6.  | 18 lutego    | 2004 | Sztokholm     | Sprint 1,1 km st. klasycznym | -           |
| 7.  | 14 grudnia   | 2004 | Asiago        | Sprint 1,2 km st. klasycznym | -           |
| 8.  | 5 lutego     | 2006 | Davos         | 15 km st. klasycznym         | 37:54.9 min |
| 9.  | 9 marca      | 2006 | Drammen       | Sprint 1,2 km st. klasycznym | -           |
| 10. | 25 listopada | 2006 | Ruka          | Sprint 1,2 km st. klasycznym | -           |
| 11. | 28 stycznia  | 2007 | Otepää        | Sprint 1,2 km st. klasycznym | -           |
| 12. | 27 lutego    | 2008 | Sztokholm     | Sprint 1,0 km st. klasycznym | -           |

#### Miejsca na podium
| Nr  | Dzień        | Rok  | Miejscowość   | Konkurencja                  | Czas biegu  | Pozycja | Strata | Zwycięzca            |
| --- | ------------ | ---- | ------------- | ---------------------------- | ----------- | ------- | ------ | -------------------- |
| 1.  | 8 marca      | 2000 | Oslo          | Sprint st. klasycznym        | -           | -       | 2      | Odd-Bjørn Hjelmeset  |
| 2.  | 1 lutego     | 2001 | Asiago        | Sprint 1,5 km st. dowolnym   | -           | -       | 3      | Odd-Bjørn Hjelmeset  |
| 3.  | 19 grudnia   | 2001 | Asiago        | Sprint 1,5 km st. klasycznym | -           | -       | 1      |                      |
| 4.  | 5 marca      | 2002 | Sztokholm     | Sprint 1,5 km st. klasycznym | -           | -       | 1      |                      |
| 5.  | 13 marca     | 2002 | Oslo          | Sprint 1,5 km st. klasycznym | -           | -       | 1      |                      |
| 6.  | 15 grudnia   | 2002 | Cogne         | Sprint 1,5 km st. klasycznym | -           | -       | 3      | Tor Arne Hetland     |
| 7.  | 11 marca     | 2003 | Drammen       | Sprint 1,5 km st. klasycznym | -           | -       | 1      |                      |
| 8.  | 28 listopada | 2003 | Ruka          | 15 km st. klasycznym         | 37:43.9 min | +8.5 s  | 2      | Anders Aukland       |
| 9.  | 16 grudnia   | 2003 | Val di Fiemme | Sprint 1,2 km st. klasycznym | -           | -       | 1      |                      |
| 10. | 18 lutego    | 2004 | Sztokholm     | Sprint 1,1 km st. klasycznym | -           | -       | 1      |                      |
| 11. | 12 marca     | 2004 | Pragelato     | Sprint 1,3 km st. dowolnym   | -           | -       | 2      | Freddy Schwienbacher |
| 12. | 14 grudnia   | 2004 | Asiago        | Sprint 1,2 km st. klasycznym | -           | -       | 1      |                      |
| 13. | 19 listopada | 2005 | Beitostølen   | 15 km st. klasycznym         | 41:07.2 min | +17.2 s | 2      | Tor Arne Hetland     |
| 14. | 26 listopada | 2005 | Ruka          | 15 km st. klasycznym         | 36:34.5 min | +1.7 s  | 2      | Tobias Angerer       |
| 15. | 5 lutego     | 2006 | Davos         | 15 km st. klasycznym         | 37:54.9 min | -       | 1      |                      |
| 16. | 9 marca      | 2006 | Drammen       | Sprint 1,2 km st. klasycznym | -           | -       | 1      |                      |
| 17. | 25 listopada | 2006 | Ruka          | Sprint 1,2 km st. klasycznym | -           | -       | 1      |                      |
| 18. | 28 stycznia  | 2007 | Otepää        | Sprint 1,2 km st. klasycznym | -           | -       | 1      |                      |
| 19. | 10 marca     | 2007 | Lahti         | Sprint 1,4 km st. dowolnym   | -           | -       | 2      | Petter Northug       |
| 20. | 27 lutego    | 2008 | Sztokholm     | Sprint 1.0 km st. klasycznym | -           | -       | 1      |                      |
| 21. | 5 marca      | 2008 | Drammen       | Sprint 1,2 km st. klasycznym | -           | -       | 2      | Ola Vigen Hattestad  |
| 22. | 14 lutego    | 2009 | Valdidentro   | 15 km st. klasycznym         | 37:59.9 min | +1.9 S  | 2      | Anders Södergren     |